# Slivnica pri Mariboru
Slivnica pri Mariboru je naselje v Občini Hoče - Slivnica.
Slivnica je manjše naselje, ki služi kot drugo središče občine Hoče - Slivnica. Ima urejeno jedro med gradom (ta je na meji med Slivnico in Čreto) in cerkvijo Marijinega rojstva s pokopališčem. V tem delu se najdejo šola (OŠ Franca Lešnika-Vuka), zdravstveni dom, nogometno igrišče in novozgrajeni dom starejših občanov. V kraju sta še poslovalnica pošte in trgovina, ki sta v isti stavbi zraven manjšega parka.
Leži ob stari cesti Maribor - Slovenska Bistrica in se kot strnjeno naselje nadaljuje v Radizel. V neposredni bližini je tudi razcep Slivnica, ki je stičišče avtocest A1 in A4 ter glavne ceste v Maribor (Tržaška cesta). Del Slivnice pa je tudi zelo blizu železniški postaji Orehova vas.